# Wizernes
Wizernes (Nederlands: Wezerne) is een gemeente in het Franse departement Pas-de-Calais (regio Hauts-de-France). De plaats maakt deel uit van het arrondissement Sint-Omaars. Wizernes telde op 1 januari 2022 3.339 inwoners.
In een ver verleden had het dorp een Vlaamsklinkende naam; in de 12e eeuw werd Weserne geschreven; de huidige naam is daarvan een Franse fonetische nabootsing.

## Geografie
De oppervlakte van Wizernes bedroeg op 1 januari 2022 6,16 vierkante kilometer; de bevolkingsdichtheid was toen 542 inwoners per km².

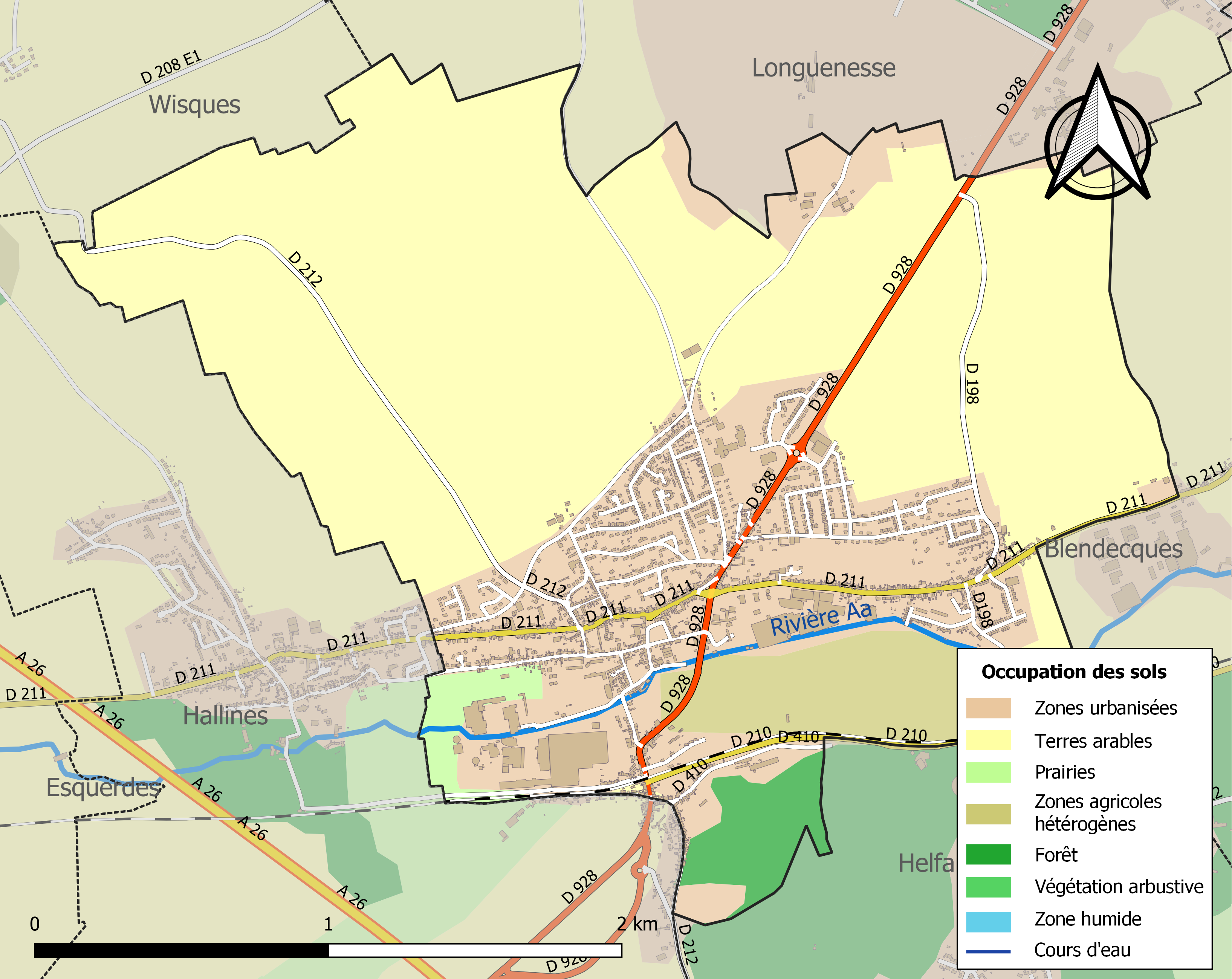
Kaart van de gemeente met belangrijkste infrastructuur, bodemgebruik en omliggende gemeenten

## Demografie
Onderstaande figuur toont het verloop van het inwonertal (bron: INSEE-tellingen).